# Populorum progressio
Populorum progressio (česky Rozvoj národů) je encyklika papeže Pavla VI. vydaná dne 26. března 1967. Encyklika se v souvislosti s předchozí návštěvou papeže v Latinské Americe a Africe zabývá moderním kapitalismem, sociálními právy a nerovností mezi lidmi. Bohaté národy dále bohatnou a chudé se stávají ještě chudšími. Říká, "Osobně sice nekrademe, ale účastníme se kolektivní krádeže, protože struktury už jsou takové, že v hospodářsky vyspělých zemích žijeme na útraty chudých a stále více se obohacujeme, zatímco miliony lidí v rozvojových zemích umírají hladem. " Jan Pavel II. pak přesně o 20 let později vydává encykliku Sollicitudo rei socialis, která shrnuje sociální učení církve.

## Obsah
Encyklika je zaměřena na sociální práva: minimální mzdu, důchodové zabezpečení, podporu v nezaměstnanosti, povinnost solidarity s chudšími, kritiku diskriminace a konzumismu. V encyklice je citován – jako jediný filosof – Jacques Maritain.